# Business Lunch
Buisiness Lunch – program w TVN CNBC od września 2007, w którym prowadzący śledzą codzienne wydarzenia ekonomiczne. "Business Lunch" to także m.in. skróty z dyskusji poprzednich programów, emitowany między 12.00 a 14.00.
Gospodarzami są Robert Stanilewicz i Marcin Kowalski.